# Najwa Nimri Urrutikoetxea
Najwa Nimri Urrutikoetxea   (Pamplona, 14 de febrer de 1972) és una cantant i actriu navarresa.
Filla de pare jordà i mare basca, el seu nom significa èxtasi en àrab, la llengua del seu pare.
De petita es va traslladar a Bilbao i viu actualment a Madrid. Es va donar a conèixer com a actriu gràcies al seu paper dins Salto al vacío, la primera pel·lícula del cineasta basc Daniel Calparsoro, amb el qual va estar casada.
Quant a la seva carrera musical, abans de la seva primera incursió dins la pantalla gran, Najwa Nimri cantava dins Respect (soul) i Clan Club (jazz) i més tard va formar amb el Carlos Jean el grup Najwajean, aquest grup es va desfer i ja ha editat tres discos en solitari.
L'any 2004 va néixer el seu fill Teo Nabil.

## Discografia

### Amb Najwajean
- No Blood (1998)
- Asfalto (2001) (BSO)
- Najwajean Selection (2002)
- Till it breaks (2008)
- Bonzo (2015)

### En solitari
- Carefully (2001)
- Mayday (2003)
- Walkabout (2006)
- El último primate (2010)
- Donde rugen los volcanes (2012)
- Rat race (2014)
- Viene de largo (2020)
- AMA (2021)

### Singles
- That Cyclone (2001), de Carefully
- Following Dolphins (2001), de Carefully
- Go Cain (2003), de Mayday
- Hey Boys, Girls (2003), de Mayday
- Capable (2006), de Walkabout
- Push It (2006), de Walkabout
- Le Tien, Le Mien (2006), de Walkabout
- El Último Primate (2010), de El último primate
- Donde Rugen Los Volcanes (2012), de Donde rugen los volcanes
- Feed Us (2014), de Rat race
- Hijo Del Corazón - de "Dumbo" (2019)
- Lento (2019), de Viene de largo
- Bella Ciao (2019)
- Panpan (2020)
- Mira Como Van (2020)
- Santa Claus Llegó A La Ciudad (2020) (feat. Kase.O)
- Bella Ciao - Bruno Martini Remix (2021)
- Bella Ciao - Bruno Martini Club Extended Remix (2021)
- Contra Quien Luchaba (2022)
- Aperol (2022)
- Esquiando (2022)
- Big Bang (2023)
- Chía (2023)
- Bella Ciao - Bruno Martini Remix Sped Up Version (2023)
- Dame (2023)

## Filmografia
- Salto al vacío (1995)
- Pasajes (1996)
- A ciegas (1997)
- Abre los ojos (1997)
- 9'8m/s² (1998)
- Los amantes del Círculo Polar (1998)
- The Citizen (1999)
- Asfalto (2000)
- Before Night Falls (2000)
- Lucía y el sexo (2001)
- Faust 5.0 (2001)
- Piedras (2002)
- La reina del bar canalla (2003)
- Utopía (2003)
- Agents secrets (2004)
- A + (Amas) (2004)
- 20 centímetres (2005)
- El método (2005)
- Les vides de Cèlia (2005)
- Trastorno (2006)
- Mataharis d'Icíar Bollaín (2007)
- Oviedo Express de Gonzalo Suárez (2007)
- Habitación en Roma, de Julio Medem (2010)
- Route Irish, de Ken Loach (2010)
- Todo lo que tú quieras, d'Achero Mañas (2010)
- También la lluvia, d'Icíar Bollaín (2010)
- Verbo, d'Eduardo Chapero-Jackson (2010)
- Vis a Vis (2014-2019)[2]
- La casa de papel (2019)
- Sagrada familia (2022-2023)
- 30 monedas (2023)
- Berlín (2023)
- Respira (2024)
- La virgen roja (2024)